# Pont-Aven (Schiff)
Die Pont-Aven ist eine RoPax-Fähre und das Flaggschiff von Brittany Ferries.

## Allgemeines
Der Neubau wurde am 22. Februar 2002 bei der Meyer Werft in Papenburg bestellt und als Baunummer 650 fertiggestellt. Am 13. September 2003 schwamm das Schiff erstmals im Baudock auf. Am 7./8. Februar 2004 wurde die Pont-Aven mithilfe des Emssperrwerk mit einem Winterstau  über die Ems in die Nordsee überführt. Die Ablieferung an Brittany Ferries erfolgte am 27. Februar 2004, drei Tage früher als vertraglich vereinbart. Das Schiff, das nach der Gemeinde Pont-Aven in der Bretagne benannt ist, wurde am 23. März 2004 in Dienst gestellt und wird hauptsächlich auf folgenden Routen eingesetzt:
- Portsmouth ↔  Santander
- Plymouth ↔  Santander
- Cork ↔  Roscoff

## Technische Daten und Ausstattung
Angetrieben wird die Pont-Aven von vier MaK-Dieselmotoren des Typs 12V M43, die mit  50.400 kW auf zwei Propeller wirken. Sie erreicht eine Geschwindigkeit von 27 Knoten.
Die Passagiereinrichtungen auf der Pont-Aven verteilen über folgende Decks:
- Deck 2–4: Fahrzeugdecks mit 3.500 Spurmetern; sie werden über eine Bug- und Heckrampe beladen. Das obere Deck besteht aus sechs Plattformen und ist in der Höhe verstellbar.[10]
- Deck 5: Kabinen
- Deck 6: Information, zwei Kinos, Krankenstation und Kabinen
- Deck 7: À-la-carte-Restaurant Le Flora mit Le Fastnet Bar, Cafeteria La Belle Angèle und Le Café du Festival
- Deck 8: Duty-free-Shop, Le Grand Pavois Bar und Kabinen
- Deck 9: Sonnen- und Pooldeck, Liegesitz-Aufenthaltsraum und Les Finistères Bar.
Die Kommandobrücke befindet sich ebenfalls auf diesem Deck
- Deck 10: Hundeboxen und Auslauffläche

Im Jahr 2014 gab die Meyer Werft im Rahmen einer Ausschreibung von Algérie Ferries ein Angebot ab. Der Entwurf beruht auf der Pont-Aven. Gebaut wurde das Schiff, die Badji Mokhtar III, jedoch letztendlich bei Guangzhou Shipyard International in Guangzhou, China.
Im Jahr 2016 wurde das Schiff mit einem Abgaswäscher ausgerüstet. Die Arbeiten erfolgten im polnischen Danzig.
2024 erhielt das Schiff ein Ducktail mit einer Länge von rund 3 Metern. Dies soll den Kraftstoffverbrauch um etwa 10 Prozent senken.

## Zwischenfall 2019
Am frühen Morgen des 29. April 2019 brach im Maschinenraum ein Feuer aus, das von der Schiffsbesatzung erfolgreich bekämpft werden konnte. Die Pont-Aven, die sich auf dem Weg von Plymouth nach Santander befand, wurde daraufhin nach Brest umgeleitet. Die 766 Passagiere und 142 Besatzungsmitglieder konnten das Schiff dort unverletzt verlassen.